# In Thought
In Thought is het eerste studioalbum van de melodieuze-metalband Vanishing Point.
Het album is uitgebracht in 1997 en van de nummers Forgotten Self en The Only One is een video clip opgenomen.
Ook staat het nummer dat gelijknamig is aan de bandnaam op de cd.

## Bezetting
- Silvio Massaro - zanger
- Tommy Vucur - gitarist
- Chris Porcianko - gitarist
- Joe Del Mastro - bassist
- Jack Lukic - drummer

## Tracklist
1. The Only One              (4:07)
2. Vanishing Point           (5:54)
3. Wind                      (0:46)
4. In Company of Darkness    (6:57)
5. Dream Maker               (5:10)
6. Sunlit Windows            (4:46)
7. Blind                     (4:15)
8. Forgotten Self            (5:46)
9. A Memory                  (8:10)
10. Inner Peace 	           (3:25)

## Latere Albums
- Tangled in Dream (2000)
- Embrace the Silence (2005)
- The Fourth Season (2007)